# Fibrazione di Hopf
In geometria, la fibrazione di Hopf è una particolare mappa dalla sfera tridimensionale a quella bidimensionale, tale che la controimmagine di ogni punto è una circonferenza.

## Definizione

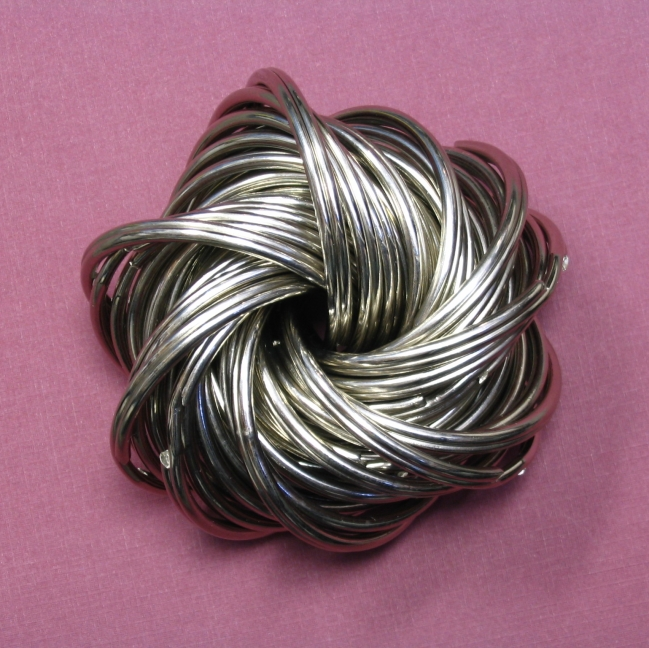
Un modello della fibrazione di Hopf.

La fibrazione di Hopf è un particolare fibrato avente  S2 come spazio base, S3 come spazio totale, e S1 come fibra:
S1 → S3 → S2
Fu scoperto da Heinz Hopf nel 1931. Il fibrato di Hopf è un fibrato principale, se considerato con la naturale struttura di gruppo della fibra.
La fibrazione di Hopf è costruita nel modo seguente: per definizione S3 è un oggetto dentro R4, che identifichiamo con  C2.  Lo spazio proiettivo complesso CP1 è definito come il quoziente di C2 \{0} tramite la relazione di equivalenza che identifica due vettori di C2 quando stanno sulla stessa retta (complessa!) passante per l'origine. Come in tutti i quozienti, c'è una proiezione f: C2 → CP1, che manda ogni vettore nella sua classe di equivalenza. Restringendo la proiezione a S3 otteniamo una funzione suriettiva da S3 in CP1, che è omeomorfo a S2. Questa funzione è la fibrazione di Hopf.
La fibra su un punto di S2 (ovvero la sua controimmagine) è omeomorfa alla circonferenza S1, perché è fatta di tutti i punti del tipo (λz0, λz1) dove z0 e z1 sono numeri complessi fissati e λ è un numero complesso variabile con norma 1.

## Proprietà
Hopf ha dimostrato che la fibrazione f : S3 → S2 non è omotopa ad una mappa costante. In verità, la mappa di Hopf genera il terzo gruppo di omotopia di S2, ovvero il gruppo π3(S2) isomorfo a Z.

## Generalizzazioni
- In generale, la costruzione di Hopf fornisce dei fibrati p : S2n+1 → CPn su spazi proiettivi complessi, le cui fibre sono sempre circonferenze.
- La sfera S7 vive dentro R8, che può essere identificato con H2, dove H è il corpo dei quaternioni. Quindi otteniamo come sopra una fibrazione da S7 su HP1, che risulta essere omeomorfo a S4. Il risultato è un fibrato

p: S7 → S4   con fibra S3.